# Liste der Kulturdenkmäler in Hamburg-Wandsbek
Die Liste der Kulturdenkmäler in Hamburg-Wandsbek enthält die in der Denkmalliste ausgewiesenen Denkmäler auf dem Gebiet des Stadtteils Wandsbek der Freien und Hansestadt Hamburg.
Basis ist der Datensatz Denkmalliste Hamburg auf dem Transparenzportal Hamburg. Dieser enthält alle Objekte, die rechtskräftig nach dem Hamburger Denkmalschutzgesetz vom 5. April 2013 unter Denkmalschutz stehen (§ 6 Abs. 1 DSchG HA) oder zumindest zeitweise standen. Die Denkmalliste steht auch als PDF-Dokument zur Verfügung. Alle Denkmäler in Wandsbek, die schon nach dem Denkmalschutzgesetz vom 3. Dezember 1973, zuletzt geändert am 27. November 2007, unter Denkmalschutz standen, sind auch auf der Liste der Kulturdenkmäler im Hamburger Bezirk Wandsbek zu finden.

## Legende
- ID: Gibt die vom Denkmalschutzamt Hamburg vergebene Objekt-ID (Identifikationsnummer) des Kulturdenkmals an, (in Klammern gegebenenfalls die Denkmalnummer nach altem Denkmalschutzgesetz).
- Adresse: Nennt den Straßennamen und, wenn vorhanden, die Hausnummer des Kulturdenkmals. Die Grundsortierung der Liste erfolgt nach dieser Adresse.
- Art: Zeigt an, ob es ein Objekt („O“) oder ein Ensemble („E“) ist.
- Datierung: Gibt die Datierung an; das Jahr der Fertigstellung bzw. den Zeitraum der Errichtung.
- Ensemble: Gibt die Nummer des Ensembles an, zu der das Objekt gehört, bzw. bei Ensembles die Nummer des Ensembles selbst.

Hinweis: Die Grundsortierung der Liste erfolgt nach der Adresse und ist alternativ nach ID, Art (Objekt oder Ensemble), Typ, Datierung, Entwurf oder Kurzbeschreibung sortierbar.

| ID               | Adresse | Art | Typ                                                                                   | Kurzbeschreibung | Datierung                                  | Entwurf | Ensemble | Bild           |
| ---------------- | --- | --- | ------------------------------------------------------------------------------------- | --- | ------------------------------------------ | --- | -------- | -------------- |
| 23245            | Ahrensburger Straße 3 (Lage) | O   | Wohn- und Geschäftshaus                                                               | | 1925, um                                   | |          | weitere Bilder |
| 24561 (1483)     | Ahrensburger Straße 14 (Lage) | O   | Torgebäude                                                                            | Zugang zum Eichtalpark | um 1925, wurde 2018 saniert                | |          | weitere Bilder |
| 30995            | Ahrensburger Straße 42, 44, 46 (Lage) | E   |                                                                                       | Ahrensburger Straße 42-46 |                                            | | 30995    |                |
| 24570            | Ahrensburger Straße 42 (Lage) | O   | Wohnhaus                                                                              | | 1890, um                                   | Klink, Hans (vermutl.) | 30995    |                |
| 24571            | Ahrensburger Straße 44 (Lage) | O   | Wohnhaus                                                                              | | 1890, um                                   | Klink, Hans | 30995    |                |
| 24572            | Ahrensburger Straße 46 (Lage) | O   | Wohnhaus                                                                              | | 1904                                       | | 30995    |                |
| 23254            | Ahrensburger Straße an der Ecke Eichtalstraße (Lage) | O   | Denkmal                                                                               | Denkmal für Helmuth von Moltke | 1910                                       | Garbers, Carl |          | weitere Bilder |
| 24554 (428)      | Ahrensburger Straße auf der Höhe von Nr. 39 (Lage) | O   | Grenzstein                                                                            | | 1833, nach                                 | |          |                |
| 23244 (428, 429) | Ahrensburger Straße auf der Höhe von Nr. 57 (Lage) | O   | Grenzstein                                                                            | | 1807, nach                                 | |          |                |
| 24552 (428, 429) | Ahrensburger Straße auf der Höhe von Nr. 57 (Lage) | O   | Grenzstein                                                                            | | 1807, nach                                 | |          |                |
| 29017            | Am Stadtrand 72 (Lage) | O   | Grenzstein                                                                            | | nicht ermittelt                            | |          | BW             |
| 24555            | Böhmestraße 20 (Lage) | O   | Stiftsgebäude                                                                         | | 1870, um                                   | |          | weitere Bilder |
| 23262 (1239)     | Bovestraße 4 (Lage) | O   | Wohnhaus                                                                              | Bove-Haus, ehem. | 1861; 1880                                 | Luis, Georg |          | weitere Bilder |
| 29640 (1770)     | Bovestraße 10, 12 (Lage) | O   | Schulgebäude                                                                          | Schulgebäude und Einfriedung | 1928–1929                                  | Stadtbauamt Wandsbek |          | weitere Bilder |
| 24606            | Eckerkoppel gegenüber von Nr. 152 (Lage) | O   | Grenzstein                                                                            | | 1857                                       | |          |                |
| 29639            | Eickhoffweg 42a (Lage) | O   | Wohngebäude/Atelierhaus; Einfriedung; Pflaster                                        | Wohn- und Atelierhaus mit straßenseitigen Mäuerchen und Zaun, Wegepflasterung | 1967                                       | Grundmann, Friedhelm |          | BW             |
| 23263 (187)      | Eilbeker Weg auf der Höhe von Nr. 199 (Lage) | O   | Grenzstein                                                                            | | 1573                                       | |          |                |
| 31000            | Eulenkamp 2, 4, 6, 8, 10, 12, 14, Lengerckestraße 43, 45a, 45b, 45c, 45d, 45e, 47, Walddörferstraße 2, 4, 6, 8, 10, 12 (Lage)                                       | E   |                                                                                       | Siedlung Friedrich-Ebert-Hof Wandsbek |                                            | | 31000    |                |
| 24654 (1223)     | Eulenkamp 2 (Lage) | O   | Mehrfamilienhaus                                                                      | Friedrich-Ebert-Hof | 1929                                       | Ostermeyer, Friedrich R.                                                                                                   | 31000    | BW             |
| 24648 (1223)     | Eulenkamp 4 (Lage) | O   | Mehrfamilienhaus                                                                      | Friedrich-Ebert-Hof | 1929                                       | Ostermeyer, Friedrich R.                                                                                                   | 31000    | BW             |
| 24645 (1223)     | Eulenkamp 6 (Lage) | O   | Mehrfamilienhaus                                                                      | Friedrich-Ebert-Hof | 1929                                       | Ostermeyer, Friedrich R.                                                                                                   | 31000    | BW             |
| 24641 (1223)     | Eulenkamp 8 (Lage) | O   | Mehrfamilienhaus                                                                      | Friedrich-Ebert-Hof | 1929                                       | Ostermeyer, Friedrich R.                                                                                                   | 31000    | BW             |
| 24637 (1223)     | Eulenkamp 10 (Lage) | O   | Mehrfamilienhaus                                                                      | Friedrich-Ebert-Hof | 1929                                       | Ostermeyer, Friedrich R.                                                                                                   | 31000    | BW             |
| 24644 (1223)     | Eulenkamp 12 (Lage) | O   | Mehrfamilienhaus                                                                      | Friedrich-Ebert-Hof | 1929                                       | Ostermeyer, Friedrich R.                                                                                                   | 31000    | BW             |
| 24642 (1223)     | Eulenkamp 14 (Lage) | O   | Mehrfamilienhaus                                                                      | Friedrich-Ebert-Hof | 1929                                       | Ostermeyer, Friedrich R.                                                                                                   | 31000    | BW             |
| 30998            | Friedrich-Ebert-Damm 28, Hinschenfelder Straße 1, 3, Lesserstraße 26, 28, 30, 30a, 32, 34, 36, 38, 40, 42, 44, 46, 48, 50, 52, Friedrich-Ebert-Damm-Siedlung (Lage) | E   |                                                                                       | Friedrich-Ebert-Damm-Siedlung |                                            | | 30998    |                |
| 24634 (812)      | Friedrich-Ebert-Damm 28 (Lage) | O   | Siedlung                                                                              | Friedrich-Ebert-Damm-Siedlung | 20. Jh., 1. Hälfte                         | | 30998    | BW             |
| 24592            | Friedrich-Ebert-Damm-Siedlung | O   | Siedlung                                                                              | Friedrich-Ebert-Damm-Siedlung | 20. Jh., 1. Hälfte                         | | 30998    |                |
| 24632 (812)      | Hinschenfelder Straße 1 (Lage) | O   | Wohnhaus                                                                              | | 20. Jh., 1. Hälfte                         | | 30998    | BW             |
| 24591 (812)      | Hinschenfelder Straße 3 (Lage) | O   | Wohnhaus                                                                              | | 20. Jh., 1. Hälfte                         | | 30998    | BW             |
| 30994            | Holzmühlenstraße 23, 25, Walddörferstraße 115, 117 (Lage) | E   |                                                                                       | Holzmühlenstraße / Walddörferstraße |                                            | | 30994    |                |
| 23247            | Holzmühlenstraße 23 (Lage) | O   | Etagenhaus                                                                            | | 1890/1900                                  | | 30994    |                |
| 23246            | Holzmühlenstraße 25 (Lage) | O   | Etagenhaus                                                                            | | 1890/1900                                  | | 30994    |                |
| 23267            | Holzmühlenstraße 68 (Lage) | O   | Fabrikgebäude                                                                         | | 20. Jh., 1. Drittel                        | |          | BW             |
| 24565            | Holzmühlenstraße 70 (Lage) | O   | Fabrikgebäude                                                                         | | 20. Jh., 1. Drittel                        | |          | BW             |
| 24566            | Holzmühlenstraße 72 (Lage) | O   | Fabrikgebäude                                                                         | | 20. Jh., 1. Drittel                        | |          | BW             |
| 24564            | Holzmühlenstraße 74 (Lage) | O   | Fabrikgebäude                                                                         | | 20. Jh., 1. Drittel                        | |          | BW             |
| 24568            | Holzmühlenstraße 76 (Lage) | O   | Fabrikgebäude                                                                         | | 20. Jh., 1. Drittel                        | |          | BW             |
| 24569            | Holzmühlenstraße 78 (Lage) | O   | Fabrikgebäude                                                                         | | 20. Jh., 1. Drittel                        | |          | BW             |
| 31001            | Hundtstraße 3, 5 (Lage) | E   |                                                                                       | Hundtstraße 3-5 |                                            | | 31001    | BW             |
| 24658            | Hundtstraße 3 (Lage) | O   | Wohnhaus                                                                              | | 1880, um                                   | | 31001    | BW             |
| 24657            | Hundtstraße 5 (Lage) | O   | Wohnhaus                                                                              | | 1880, um                                   | | 31001    | BW             |
| 23253            | Kedenburgstraße (neben Nr. 012) (Lage) | O   | Kirchengebäude                                                                        | Kreuzkirche | 1909/1910                                  | Lorenzen, Fernando |          | weitere Bilder |
| 23250            | Kirchhofstraße o.Nr. (Lage) | O   | Mausoleum                                                                             | Mausoleum Johann Adolf Christian Neumann auf dem Alten Friedhof an der Kirchhofstraße | 19. Jh., 2. Hälfte                         | |          | weitere Bilder |
| 23264 (463)      | Königsreihe o.Nr. (Lage) | O   | Friedhof, jüdischer Friedhof                                                          | Jüdischer Friedhof Königsreihe | 1675, ab                                   | |          | weitere Bilder |
| 23266            | Lengerckestraße 27 (Lage) | O   | Etagenhaus                                                                            | | 1897                                       | |          | BW             |
| 24651 (1223)     | Lengerckestraße 43 (Lage) | O   | Mehrfamilienhaus                                                                      | Friedrich-Ebert-Hof | 1930, um                                   | Ostermeyer, Friedrich R.                                                                                                   | 31000    | BW             |
| 24647 (1223)     | Lengerckestraße 45a (Lage) | O   | Mehrfamilienhaus                                                                      | Friedrich-Ebert-Hof | 1930, um                                   | Ostermeyer, Friedrich R.                                                                                                   | 31000    | BW             |
| 24650 (1223)     | Lengerckestraße 45b (Lage) | O   | Mehrfamilienhaus                                                                      | Friedrich-Ebert-Hof | 1930, um                                   | Ostermeyer, Friedrich R.                                                                                                   | 31000    | BW             |
| 24643 (1223)     | Lengerckestraße 45c (Lage) | O   | Mehrfamilienhaus                                                                      | Friedrich-Ebert-Hof | 1930, um                                   | Ostermeyer, Friedrich R.                                                                                                   | 31000    | BW             |
| 24636 (1223)     | Lengerckestraße 45d (Lage) | O   | Mehrfamilienhaus                                                                      | Friedrich-Ebert-Hof | 1930, um                                   | Ostermeyer, Friedrich R.                                                                                                   | 31000    | BW             |
| 24646 (1223)     | Lengerckestraße 45e (Lage) | O   | Mehrfamilienhaus                                                                      | Friedrich-Ebert-Hof | 1930, um                                   | Ostermeyer, Friedrich R.                                                                                                   | 31000    | BW             |
| 24655 (1223)     | Lengerckestraße 47 (Lage) | O   | Mehrfamilienhaus                                                                      | Friedrich-Ebert-Hof | 1930, um                                   | Ostermeyer, Friedrich R.                                                                                                   | 31000    | BW             |
| 24631 (812)      | Lesserstraße 26 (Lage) | O   | Wohnhaus                                                                              | | 20. Jh., 1. Hälfte                         | | 30998    | BW             |
| 24589 (812)      | Lesserstraße 28 (Lage) | O   | Wohnhaus                                                                              | | 20. Jh., 1. Hälfte                         | | 30998    | BW             |
| 24579 (812)      | Lesserstraße 30 (Lage) | O   | Wohnhaus                                                                              | | 20. Jh., 1. Hälfte                         | | 30998    | BW             |
| 24583 (812)      | Lesserstraße 30a (Lage) | O   | Wohnhaus                                                                              | | 20. Jh., 1. Hälfte                         | | 30998    | BW             |
| 24580 (812)      | Lesserstraße 32 (Lage) | O   | Wohnhaus                                                                              | | 20. Jh., 1. Hälfte                         | | 30998    | BW             |
| 24635 (812)      | Lesserstraße 34 (Lage) | O   | Wohnhaus                                                                              | | 20. Jh., 1. Hälfte                         | | 30998    | BW             |
| 24582 (812)      | Lesserstraße 36 (Lage) | O   | Wohnhaus                                                                              | | 20. Jh., 1. Hälfte                         | | 30998    | BW             |
| 24581 (812)      | Lesserstraße 38 (Lage) | O   | Wohnhaus                                                                              | | 20. Jh., 1. Hälfte                         | | 30998    | BW             |
| 24584 (812)      | Lesserstraße 40 (Lage) | O   | Wohnhaus                                                                              | | 20. Jh., 1. Hälfte                         | | 30998    | BW             |
| 24585 (812)      | Lesserstraße 42 (Lage) | O   | Wohnhaus                                                                              | | 20. Jh., 1. Hälfte                         | | 30998    | BW             |
| 24586 (812)      | Lesserstraße 44 (Lage) | O   | Wohnhaus                                                                              | | 20. Jh., 1. Hälfte                         | | 30998    | BW             |
| 24587 (812)      | Lesserstraße 46 (Lage) | O   | Wohnhaus                                                                              | | 20. Jh., 1. Hälfte                         | | 30998    | BW             |
| 24588 (812)      | Lesserstraße 48 (Lage) | O   | Wohnhaus                                                                              | | 20. Jh., 1. Hälfte                         | | 30998    | BW             |
| 24633 (812)      | Lesserstraße 50 (Lage) | O   | Wohnhaus                                                                              | | 20. Jh., 1. Hälfte                         | | 30998    | BW             |
| 24590 (812)      | Lesserstraße 52 (Lage) | O   | Wohnhaus                                                                              | | 20. Jh., 1. Hälfte                         | | 30998    | BW             |
| 31003            | Lesserstraße 180, Stephanstraße 152, 154, 156 (Lage) | E   |                                                                                       | Bundeswehrkrankenhaus Wandsbek |                                            | | 31003    |                |
| 23470            | Lesserstraße 180 (Lage) | O   | Krankenhausgebäude                                                                    | Standortlazarett/Standortkrankenhaus, Standortlazarett, ehem. (Bundeswehrkrankenhaus) | 1937/1938                                  | | 31003    | BW             |
| 23248            | Lesserstraße 203 (Lage) | O   | Verkaufspavillon                                                                      | | 1951                                       | Schwartau, Johannes/Beckmann, Hans                                                                                         |          | BW             |
| 31004            | Neumann-Reichardt-Straße 10, 12 (Lage) | E   |                                                                                       | Neumann-Reichardt-Straße 10-12 |                                            | | 31004    |                |
| 23474            | Neumann-Reichardt-Straße 10 (Lage) | O   | Wohnhaus                                                                              | | 1880, um                                   | | 31004    |                |
| 23473            | Neumann-Reichardt-Straße 12 (Lage) | O   | Wohnhaus                                                                              | In diesem Haus praktizierte der Tierarzt Julius Gutzeit, der vor allem die Pferde der Wandsbeker Husaren betreute. Hieran erinnern die Pferdeköpfe am Gebäude.                                                                               | 1869, vom Kaufmann Alex Friedländer gebaut | | 31004    |                |
| 24549            | Neumann-Reichardt-Straße 20, 22 (Lage) | O   | Schulgebäude                                                                          | Charlotte-Paulsen-Gymnasium | 1914/1915                                  | Grell, Henry |          |                |
| 30997            | Ölmühlenweg 33, 33a, 33b, o.Nr., zwischen Nr. 33a und 33b (Lage) | E   |                                                                                       | Ölmühle Wandsbek |                                            | | 30997    |                |
| 24576 (509)      | Ölmühlenweg 33 (Lage) | O   | Gutshaus                                                                              | | 1800/1850                                  | | 30997    | BW             |
| 24577 (509)      | Ölmühlenweg 33a (Lage) | O   | Gebäude                                                                               | | 19. Jh.                                    | | 30997    | BW             |
| 24575 (509)      | Ölmühlenweg 33b (Lage) | O   | Gebäude                                                                               | |                                            | | 30997    |                |
| 24578 (509)      | Ölmühlenweg o.Nr. (Lage) | O   | Mühlengebäude                                                                         | | 1800/1850                                  | | 30997    | BW             |
| 27486 (509)      | Ölmühlenweg zwischen Nr. 33a und 33b (Lage) | O   | Freifläche                                                                            | |                                            | | 30997    | BW             |
| 31005            | Pillauer Straße 3, 5, 7, 9, 11, 13, 15, 17, 19 (Lage) | E   |                                                                                       | Pillauer Straße 3-19 |                                            | | 31005    |                |
| 23478            | Pillauer Straße 3 (Lage) | O   | Reihenhaus                                                                            | | 1925                                       | Stadtbauamt Wandsbek | 31005    | BW             |
| 23481            | Pillauer Straße 5 (Lage) | O   | Reihenhaus                                                                            | | 1925                                       | Stadtbauamt Wandsbek | 31005    | BW             |
| 23480            | Pillauer Straße 7 (Lage) | O   | Reihenhaus                                                                            | | 1925                                       | Stadtbauamt Wandsbek | 31005    | BW             |
| 23479            | Pillauer Straße 9 (Lage) | O   | Reihenhaus                                                                            | | 1925                                       | Stadtbauamt Wandsbek | 31005    | BW             |
| 23476            | Pillauer Straße 11 (Lage) | O   | Reihenhaus                                                                            | | 1925                                       | Stadtbauamt Wandsbek | 31005    | BW             |
| 23477            | Pillauer Straße 13 (Lage) | O   | Reihenhaus                                                                            | | 1925                                       | Stadtbauamt Wandsbek | 31005    | BW             |
| 23475 (690)      | Pillauer Straße 15 (Lage) | O   | Reihenhaus                                                                            | | 1925                                       | Stadtbauamt Wandsbek | 31005    | BW             |
| 23482 (690)      | Pillauer Straße 17 (Lage) | O   | Reihenhaus                                                                            | | 1925                                       | Stadtbauamt Wandsbek | 31005    | BW             |
| 23483 (690)      | Pillauer Straße 19 (Lage) | O   | Reihenhaus                                                                            | | 1925                                       | Stadtbauamt Wandsbek | 31005    | BW             |
| 24548 (397)      | Robert-Schuman-Brücke 3 (Lage) | O   | Grabschmuck                                                                           | | 1625                                       | |          |                |
| 29642 (1032)     | Robert-Schuman-Brücke 3 (Lage) | O   | Kirchengebäude                                                                        | Christus-Kirche Wandsbek, Kirchengebäude mit Taufkapelle, Turm und Zwischentrakt sowie der ortsfesten und beweglichen Ausstattung (Betonglasfenster, Mosaik, Altäre, Taufbecken, Silberrelief, Kanzel, Orgeln, Emporen, Bänke, Lampen u. a.) | 1900; 1952–1954; 1963–1965                 | Lorenzen, Fernando; Hopp & Jäger (Hopp, Bernhard/Jäger, Rudolf); Stockhausen, Hans Gottfried (Betonglasfenster und Mosaik) |          | weitere Bilder |
| 23243            | Robert-Schuman-Brücke auf der Höhe von Nr. 3 (Lage) | O   | Kriegerdenkmal (Kriegerdenkmal 1870/71)                                               | | 1872                                       | |          |                |
| 24546 (190)      | Robert-Schuman-Brücke auf der Höhe von Nr. 3 (Lage) | O   | Mausoleum                                                                             | Mausoleum des Grafen Schimmelmann | 1790                                       | Horn, Carl Gottlob |          | weitere Bilder |
| 24547 (188, 189) | Robert-Schuman-Brücke auf der Höhe von Nr. 3 (Lage) | O   | Grabmal                                                                               | Grab des Generals von Moltke | 1845, nach                                 | |          |                |
| 24553 (188, 189) | Robert-Schuman-Brücke auf der Höhe von Nr. 3 (Lage) | O   | Gräber                                                                                | Gräbergruppe von Matthias Claudius | 1815, nach                                 | |          |                |
| 29646 (189)      | Robert-Schuman-Brücke auf der Höhe von Nr. 3 (Lage) | O   | Grabmale                                                                              | Grabmäler auf dem ehemaligen Friedhof der Christuskirche, Robert-Schuman-Brücke o.Nr. | 19. Jh.                                    | |          |                |
| 23251 (309)      | Wandsbeker Marktplatz nördlich der Einmündung Claudiusstraße (Lage)                                                                                                 | O   | Vasen                                                                                 | zwei Sandsteinvasen aus dem Park des früheren Wandsbeker Schlosses, bis 2005 vor dem Gemeindehaus der Christuskirche am Eingang zum Wandsbeker Gehölz                                                                                        | 18. Jh., vermutl.                          | |          | BW             |
| 23265            | Robert-Schuman-Brücke gegenüber von Nr. 3 (Lage) | O   | Brunnen                                                                               | Puvogel-Brunnen zu Ehren des Wandsbeker Bürgermeisters Friedrich Puvogel | 1907                                       | Uechtritz-Steinkirch, Cuno von                                                                                             |          | weitere Bilder |
| 30996            | Schädlerstraße 28, Schloßstraße 113 (Lage) | E   |                                                                                       | Amtsgericht Wandsbek |                                            | | 30996    | weitere Bilder |
| 24574 (1522)     | Schädlerstraße 28 (Lage) | O   | Gerichtsgebäude                                                                       | Amtsgericht Wandsbek | 1908 (Gerichtsgebäude)                     | Thömer, Paul | 30996    | BW             |
| 24573            | Schloßstraße 113 (Lage) | O   | Gefängnis                                                                             | Amtsgericht Wandsbek, Gefängnis | 1908 (vermutl.)                            | | 30996    | weitere Bilder |
| 14869 (303)      | Schloßstraße o.Nr. (Lage) | O   | Plastiken                                                                             | Zwei Löwenplastiken aus dem Park des früheren Wandsbeker Schlosses (Repliken, die Originale befinden sich im Gebäude Schloßgarten 9!) | 19. Jh.                                    | |          | weitere Bilder |
| 24550            | Schloßstraße o.Nr. (Lage) | O   | Dach                                                                                  | | 1960–62                                    | Graaf, Heinz |          | weitere Bilder |
| 31006            | Stephanstraße 101a, 101b, 101c, 101d, 101e, 101f, 101g, 101h, 101i, 103, 103a, 103b, 103c, 103d, 103e, 115, Stephanstraße-Siedlung (Lage)                           | E   |                                                                                       | Stephanstraße-Siedlung |                                            | | 31006    | BW             |
| 24661            | Stephanstraße 101a (Lage) | O   | Wohnhaus                                                                              | | 1950er Jahre/1960er Jahre                  | | 31006    | BW             |
| 24675            | Stephanstraße 101b (Lage) | O   | Wohnhaus                                                                              | | 1950er Jahre/1960er Jahre                  | | 31006    | BW             |
| 24673            | Stephanstraße 101c (Lage) | O   | Wohnhaus                                                                              | | 1950er Jahre/1960er Jahre                  | | 31006    | BW             |
| 24672            | Stephanstraße 101d (Lage) | O   | Wohnhaus                                                                              | | 1950er Jahre/1960er Jahre                  | | 31006    | BW             |
| 24671            | Stephanstraße 101e (Lage) | O   | Wohnhaus                                                                              | | 1950er Jahre/1960er Jahre                  | | 31006    | BW             |
| 24669            | Stephanstraße 101f (Lage) | O   | Wohnhaus                                                                              | | 1950er Jahre/1960er Jahre                  | | 31006    | BW             |
| 24676            | Stephanstraße 101g (Lage) | O   | Wohnhaus                                                                              | | 1950er Jahre/1960er Jahre                  | | 31006    | BW             |
| 24667            | Stephanstraße 101h (Lage) | O   | Wohnhaus                                                                              | | 1950er Jahre/1960er Jahre                  | | 31006    | BW             |
| 24666            | Stephanstraße 101i (Lage) | O   | Wohnhaus                                                                              | | 1950er Jahre/1960er Jahre                  | | 31006    | BW             |
| 24663            | Stephanstraße 103 (Lage) | O   | Schulgebäude                                                                          | Schule Stephanstraße | 1963; 1965; 1969                           | Hochbauamt | 31006    | weitere Bilder |
| 24668            | Stephanstraße 103a (Lage) | O   | Mehrfamilienhaus                                                                      | | 1959                                       | Tinneberg & vom Berg (Tinneberg, Hans-Georg/vom Berg, Fritz)                                                               | 31006    | BW             |
| 24670            | Stephanstraße 103b (Lage) | O   | Mehrfamilienhaus                                                                      | | 1959                                       | Tinneberg & vom Berg (Tinneberg, Hans-Georg/vom Berg, Fritz)                                                               | 31006    | BW             |
| 24665            | Stephanstraße 103c (Lage) | O   | Mehrfamilienhaus                                                                      | | 1959                                       | Tinneberg & vom Berg (Tinneberg, Hans-Georg/vom Berg, Fritz)                                                               | 31006    | BW             |
| 24660            | Stephanstraße 103d (Lage) | O   | Mehrfamilienhaus                                                                      | | 1959                                       | Tinneberg & vom Berg (Tinneberg, Hans-Georg/vom Berg, Fritz)                                                               | 31006    | BW             |
| 24664            | Stephanstraße 103e (Lage) | O   | Mehrfamilienhaus                                                                      | | 1959                                       | Tinneberg & vom Berg (Tinneberg, Hans-Georg/vom Berg, Fritz)                                                               | 31006    | BW             |
| 24662            | Stephanstraße 115 (Lage) | O   | Kirchengebäude                                                                        | St. Stephan-Kirche | 1955/1956; 1961/1962                       | Fischer, Horst | 31006    | BW             |
| 23471            | Stephanstraße 152 (Lage) | O   | Wohnhaus                                                                              | | 1936 (vermutl.)                            | | 31003    | BW             |
| 23472            | Stephanstraße 154, 156 (Lage) | O   | Wohnhaus                                                                              | | 1936 (vermutl.)                            | | 31003    | BW             |
| 24674            | Stephanstraße-Siedlung | O   | Siedlung (Wohngebäude; u. a.)                                                         | Stephanstraße-Siedlung | 1959 ff.                                   | | 31006    |                |
| 23261 (1850)     | Von-Hein-Straße 19 (Lage) | O   | Luftschutzbau, Bunkerhaus                                                             | | 1941/1942                                  | |          | weitere Bilder |
| 24656 (1223)     | Walddörferstraße 2 (Lage) | O   | Mehrfamilienhaus                                                                      | Friedrich-Ebert-Hof | 1930, um                                   | Ostermeyer, Friedrich R.                                                                                                   | 31000    | BW             |
| 24653 (1223)     | Walddörferstraße 4 (Lage) | O   | Mehrfamilienhaus                                                                      | Friedrich-Ebert-Hof | 1930, um                                   | Ostermeyer, Friedrich R.                                                                                                   | 31000    | BW             |
| 24652 (1223)     | Walddörferstraße 6 (Lage) | O   | Mehrfamilienhaus                                                                      | Friedrich-Ebert-Hof | 1930, um                                   | Ostermeyer, Friedrich R.                                                                                                   | 31000    | BW             |
| 24638 (1223)     | Walddörferstraße 8 (Lage) | O   | Mehrfamilienhaus                                                                      | Friedrich-Ebert-Hof | 1930, um                                   | Ostermeyer, Friedrich R.                                                                                                   | 31000    | BW             |
| 24639 (1223)     | Walddörferstraße 10 (Lage) | O   | Mehrfamilienhaus                                                                      | Friedrich-Ebert-Hof | 1930, um                                   | Ostermeyer, Friedrich R.                                                                                                   | 31000    | BW             |
| 24640 (1223)     | Walddörferstraße 12 (Lage) | O   | Mehrfamilienhaus                                                                      | Friedrich-Ebert-Hof | 1930, um                                   | Ostermeyer, Friedrich R.                                                                                                   | 31000    | BW             |
| 29645            | Walddörferstraße 103 (Lage) | O   | Fabrikanlage                                                                          | Gelände der Zigarettenfabrik Reemtsma mit Fabrikgebäuden, Pforte und Vorgartenmäuerchen an der Walddörferstraße | 1924/1925; 1926/1927                       | Klophaus & Schoch (Klophaus, Rudolf/Schoch, August); Höger, Fritz                                                          |          |                |
| 24558            | Walddörferstraße 115 (Lage) | O   | Wohn- und Geschäftshaus                                                               | | 1890, um                                   | | 30994    |                |
| 24560            | Walddörferstraße 117 (Lage) | O   | Wohn- und Geschäftshaus                                                               | | 1890, um                                   | | 30994    |                |
| 24557 (1225)     | Walddörferstraße 195 (Lage) | O   | Wohnhaus                                                                              | | 1909                                       | |          |                |
| 24556            | Walddörferstraße 203 (Lage) | O   | Wohnhaus                                                                              | | 1905/1910                                  | |          | BW             |
| 28138            | Wandsbeker Bahnhofstraße 5 (Lage) | O   | Wohnhaus                                                                              | | 1910, um                                   | |          | BW             |
| 23259            | Wandsbeker Bahnhofstraße südlich von Nr. 5 (Lage) | O   | Kriegerdenkmal (Kriegerdenkmal 1914/18)                                               | | 20. Jh., 2. Drittel                        | |          |                |
| 23260            | Wandsbeker Marktplatz o.Nr. (Lage) | O   | Dach                                                                                  | | 1960/62                                    | Graaf, Heinz |          | weitere Bilder |
| 24562            | Wandsbeker Marktstraße 63, 65 (Lage) | O   | Kaufhaus (geschlossen, Umbau)                                                         | | 1921/1922                                  | Bensel, Carl Gustav |          |                |
| 29641            | Wandsbeker Zollstraße 59 (Lage) | O   | Wohnhaus (Verwaltungsgebäude (nach Umnutzung); Fabrikationsgebäude (Florylingebäude)) | ehem. Wohnhaus (Verwaltung), ca. 1870, und Fabrikationsgebäude (Florylingebäude), 1912 | 1870, um                                   | |          | BW             |
| 24559            | Wandsbeker Zollstraße 153 (Lage) | O   | Mehrfamilienhaus                                                                      | | 1930, um                                   | |          | BW             |
| 29277            | Wandsbeker Zollstraße 154, 156, 158, 160, 162 (Lage) | O   | Wohn- und Geschäftshaus                                                               | | 1925/1930                                  | |          | BW             |
| 31002            | Witthöfftstraße 1, 3 (Lage) | E   |                                                                                       | St.Joseph-Kirche Witthöfftstraße |                                            | | 31002    | weitere Bilder |
| 24659            | Witthöfftstraße 1 (Lage) | O   | Kirchengebäude                                                                        | St. Joseph-Kirche | 1904/1905                                  | Brettschneider, A. | 31002    | weitere Bilder |
| 23469            | Witthöfftstraße 3 (Lage) | O   | Gemeindehaus                                                                          | | 1953                                       | Athen, Fritz | 31002    | BW             |
| 24551            | Witthöfftstraße 5-7 (Lage) | O   | Krankenhausgebäude, heute Verwaltungsgebäude                                          | Polizeilazarett, ehem., heute AWO Hamburg | 1938, um                                   | |          |                |